# It's Like This
It's Like This è un album in studio della cantante statunitense Rickie Lee Jones, pubblicato nel 2000.
Si tratta di un album di cover.

## Tracce
1. Show Biz Kids (Donald Fagen, Walter Becker) – 4:35
2. Trouble Man (Marvin Gaye) – 5:12
3. For No One (John Lennon, Paul McCartney) – 2:32
4. Smile (Charlie Chaplin, Geoffrey Parsons, John Turner) – 1:49
5. The Low Spark of High Heeled Boys (Jim Capaldi, Steve Winwood) – 5:13
6. On the Street Where You Live (Alan Jay Lerner, Frederick Loewe) – 3:26
7. I Can't Get Started (Vernon Duke, Ira Gershwin) – 4:30
8. Up a Lazy River (Hoagy Carmichael, Sidney Arodin) – 2:50
9. Someone to Watch Over Me (George Gershwin, Ira Gershwin) – 2:03
10. Cycles (Gayle Caldwell) – 3:16
11. One Hand, One Heart (Leonard Bernstein) – 1:58